# Peltigera rufescens
Espèce
Peltigera rufescens est une espèce de lichens de la famille des Peltigeraceae.